# Tom tom tom
"Tom tom tom" är en sång skriven av Rauno Lehtinen och framförd av Marion Rung. Den vann Finlands uttagning till Eurovision Song Contest 1973 i Luxemburg. Rung framförde sången på engelska i Eurovision Song Contest, den fick 93 poäng och placerade sig på sjätte plats vilket stod som Finlands bästa placering fram till vinsten i Aten 2006.
Bidraget var det första att framföras i Eurovision Song Contest-finalen, defekt ljudanläggning gjorde att Rung vid framförandet inte kunde höra orkestern.
"Tom tom tom" var Marion Rungs andra framträdande i Eurovision Song Contest, hon deltog 1962, även då i Luxemburg, med "Tipi-tii".